# نمل شصي
النمل الشصي (الاسم العلمي:Ankylomyrma) هو جنس من النمل يتبع القبيلة النملاوية الشصية من أسرة النملاوات الوحشية.